# متعلق محله ارباستان
متعلق محله ارباستان، روستایی از توابع بخش رودبنه شهرستان لاهیجان در استان گیلان ایران است.

## جمعیت
این روستا در جنوب روستای ارباستان قرار گرفته و در گذشته نیز بخشی از روستای ارباستان بود و براساس سرشماری مرکز آمار ایران در سال ۱۳۸۵، جمعیت آن ۷۲ نفر (۲۵خانوار) بوده‌است.
- «نتایج سرشماری ایران در سال ۱۳۸۵». درگاه ملی آمار. بایگانی‌شده از روی نسخه اصلی در ۲۱ آبان ۱۳۹۲.

اکنون این روستا را با نام متعلق محله لاهیجان می شناسند
در این روستا امام زاده ای بنام آقا سید علی هست که مردم زیادی برای بازدید و زیارت به این روستا می آیند